# 木下助之
木下 助之（きのした すけゆき、1825年（文政8年11月） - 1899年1月31日）は、日本の政治家。衆議院議員（1期）。初代熊本県会議長。孫は『夕鶴』で知られる劇作家の木下順二。

## 経歴
- 1825年（文政8年）　木下右衛門の四男として肥後国菊池郡に生まれる[3]。
- 1848年　玉名郡南関手永（手永：近世に細川氏が豊前、肥後で設けた地方行政単位）惣庄屋の木下初太郎の娘・那智と結婚して養子となり、補佐役を務める[3]。
- 1864年（元治元年）　勘定所主幹[3]。
- 1865年（慶応3年）　玉名郡内田手永惣庄屋兼代官[3]。
- 1868年（慶応4年）　時習館（肥後藩の藩校）訓導助勤・学校方奉行触[3]。
  - （明治元年）　玉名郡南関手永惣庄屋兼代官[3]。
- 1869年（明治2年）　中小姓役吟味役[3]。
- 1870年（明治3年）　会計局主計に任じられ、禄百石を賜った[3]。
  - 同年　唐津藩に招かれて、藩政改革にあたる[3]。
- 1872年（明治5年）　上京し、東京府八等出仕[3]。
その後、太政官、左院で勤務[3]。
- 1874年（明治7年）　東京府大属・郷村取扱課長心得に任命され、東京府荏原郡等々力村の灌漑治水工事にあたる[3]。
- 1876年（明治9年）　東京府大属を免官[3]。
その後、熊本に帰る[3]。
- 1878年（明治11年）　伊倉小学校教師[3]。
- 1879年（明治12年）　初代熊本県会議長[4]。
- 1880年（明治13年）　玉名郡長[3]。
- 1890年（明治23年）7月1日　第1回衆議院議員総選挙熊本2区に出馬し、初当選。
  - 11月20日　佐々友房、前田案山子、古荘嘉門、頭山満らと国民自由党を結成した[5]。
- 1892年（明治25年）　第2回衆議院議員総選挙に立候補せず、引退。
- 1899年（明治32年）　死去[3]。

## 家族
- 兄の木下犀潭は儒学者[6]。その息子の木下広次は初代京都帝国大学総長、娘の鶴は井上毅の妻となった。
- 妻は二人で、那智（木下初太郎の娘）と、友。初太郎の弟の妻は竹崎順子で、横井小楠や徳富蘇峰ら多くの名士と姻戚関係にある。
- 娘のツネ（那智の子）は、助之の甥・木下広次といとこ結婚した。子に木下道雄、木下正雄（東工大教授）、トネ（鈴木由哲三男・鈴木三郎の妻）。
- 次男の木下彌八郎（1870-1950、那智の子）は、1896年に家督を相続し、1902年に東京帝国大学農科大学を卒業後工科大学進学、日露戦争従軍後、農商務技師となり1918年退職して実業界に入り、渋沢栄一が設立した中央開墾の重役になった[7]。伊倉町長も務めた[8]。妻の重との三女・シズは木下道雄といとこ結婚。重との子・木下国助（1900-1931）は東京天文台技師を務めた天文学者で、Kunisukeと命名された小惑星があるが、30歳で早世した。妻の三愛子（佐々醒雪の妹）との子に劇作家の木下順二[7]。
- 三男-木下季吉（1877-1935、友の子）は放射線学者で東京帝国大学教授。長岡半太郎に学び、東京帝大物理科卒業後、アーネスト・ラザフォードに師事した[9][10]
- 四男-木下熊雄（1881-1947、友の子）は生物学者で、深海サンゴ研究で知られる。東京帝大理学部動物学科卒[9]